# Asian Football Confederation

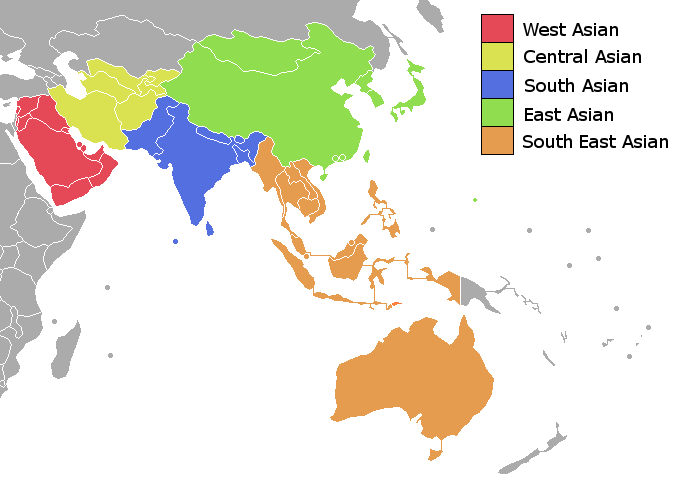
AFC medlemsländer

Asian Football Confederation, ofta förkortat AFC, är den asiatiska fotbollskonfederationen, grundad 1954. AFC har sitt huvudkontor i Kuala Lumpur och den nuvarande presidenten heter Salman bin Ibrahim Al Khalifa och kommer från Bahrain.
Australien blev medlem i AFC 2006 och lämnade därmed Oceaniens fotbollskonfederationen.

## Tävlingar
AFC arrangerar Asiatiska mästerskapet i fotboll för herrar, som hålls vart fjärde år. Man håller också i AFC Challenge Cup samt AFC Champions League, som är en klubbturnering som är baserad på Uefa Champions League. Man arrangerar även VM-kval för herrar och damer och OS-kval för de asiatiska länderna. I AFC finns det fem regionala fotbollsförbund (AFF, CAFA, EAFF, SAFF och WAFF) som anordnar egna regionala mästerskap.

## Länder som har spelat i världsmästerskapen för herrar
- Australien
- Förenade arabemiraten
- Indonesien (som Nederländska Indien)
- Irak
- Iran
- Japan*
- Kina
- Kuwait
- Nordkorea
- Saudiarabien
- Sydkorea*

Israel deltog i VM 1970 som representant för Asien, men tillhör numera Uefa och har inte kvalat in sedan dess.
*Varav en gång direktkvalificerat som värdland.

## Bästa Placeringar i herr-VM
- Sydkorea, (fjärde plats, 2002)
- Nordkorea, (kvartsfinal, 1966)
- Japan (åttondelsfinal, 2002, 2010 & 2018)
- Saudiarabien (åttondelsfinal, 1994)
- Australien (åttondelsfinal, 2006)

## Damfotboll
Den asiatiska fotbollskonfederationen för damer hette tidigare Asian Ladies Football Confederation (ALFC), men 1986 slogs ALFC och AFC ihop.
AFC arrangerar sedan 1975 de Asiatiska mästerskapet i fotboll för damer. Turneringen används också som kvalificering till VM.
Australien, Sydkorea, Nordkorea, Taiwan, Kina, Japan och Thailand är de enda asiatiska länder som spelat i VM. Bästa placering har Japan med första placering i VM 2011. Taiwan (1991) har nått kvartsfinal som bäst.
Till skillnad från för herrarna så är det de landslag som spelar bäst i VM som får spela i OS. Australien och Japan har gjort det, båda nådde kvartsfinal 2004. Kina nådde kvartsfinal i hemma-OS 2008.

## Medlemsländer
- Afghanistan (dam ·  herr)
- Australien (dam ·  herr)
- Bahrain (dam ·  herr)
- Bangladesh (dam ·  herr)
- Bhutan (dam ·  herr)
- Brunei (dam ·  herr)
- Filippinerna (dam ·  herr)
- Förenade arabemiraten (dam ·  herr)
- Guam (dam ·  herr)
- Hongkong (dam ·  herr)
- Indien (dam ·  herr)
- Indonesien (dam ·  herr)
- Irak (dam ·  herr)
- Iran (dam ·  herr)
- Japan (dam ·  herr)
- Jemen (dam ·  herr)
- Jordanien (dam ·  herr)
- Kambodja (dam ·  herr)
- Kina (dam ·  herr)
- Kirgizistan (dam ·  herr)
- Kuwait (dam ·  herr)
- Laos (dam ·  herr)
- Libanon (dam ·  herr)
- Macao (dam ·  herr)
- Malaysia (dam ·  herr)
- Maldiverna (dam ·  herr)
- Mongoliet (dam ·  herr)
- Myanmar (dam ·  herr)
- Nepal (dam ·  herr)
- Nordkorea (dam ·  herr)
- Nordmarianerna (dam ·  herr)
- Oman (dam ·  herr)
- Pakistan (dam ·  herr)
- Palestina (dam ·  herr)
- Qatar (dam ·  herr)
- Saudiarabien (dam ·  herr)
- Singapore (dam ·  herr)
- Sri Lanka (dam ·  herr)
- Sydkorea (dam ·  herr)
- Syrien (dam ·  herr)
- Tadzjikistan (dam ·  herr)
- Taiwan (dam ·  herr)
- Thailand (dam ·  herr)
- Turkmenistan (dam ·  herr)
- Uzbekistan (dam ·  herr)
- Vietnam (dam ·  herr)
- Östtimor (dam ·  herr)

Tidigare medlemmar
- Israel (–1994)
- Kazakstan (–2002)
- Malaya (–1963)
- Nordvietnam (–1990)
- Nya Zeeland (–1966)
- Sydjemen (–1990)
- Sydvietnam (–1990)